# Anna Maria van Thielen
Anna Maria van Thielen (Antwerpen, gedoopt op 1 januari 1642 – Mechelen, overleden na 1664) was een Zuid-Nederlandse schilderes.
Zij was een dochter van schilder Jan Philip van Thielen en Franziska de Hemelaer en de zus van Maria Theresia, Francisca Catharina en Philippus van Thielen, die allen eveneens schilderden. Anna kreeg haar opleiding van haar vader en specialiseerde zich in bloemstillevens, waarbij zij zijn stijl volgde.
In 1661 trad zij toe tot het klooster in Mechelen, waar ze tot 1664 actief bleef als schilderes.
- RKD-Nederlands Instituut voor Kunstgeschiedenis: 305550
- Virtual International Authority File: 42153593629151670098